# Santo António (Funchal)
Santo António is een plaats (freguesia) in de Portugese gemeente Funchal en telt 21931 inwoners (2001).